# 1972年スペイングランプリ
1972年スペイングランプリ (英: 1972 Spanish Grand Prix) は、1972年のF1世界選手権第3戦として、1972年5月1日にハラマ・サーキットで開催された。
レースは90周で行われ、3番グリッドからスタートしたロータスのエマーソン・フィッティパルディが優勝した。フェラーリのジャッキー・イクスが2位、チームメイトのクレイ・レガツォーニが3位となった。
エマーソン・フィッティパルディの兄ウィルソン・フィッティパルディがブラバムからF1デビューを果たし、F1史上初めて兄弟が同時に出走したレースとなった。

## レース前
前戦南アフリカGPから2ヶ月空き、その間に非選手権レースが3戦行われた。3月19日にブランズ・ハッチで開催されたレース・オブ・チャンピオンズ（F5000と混走）は、ロータスのエマーソン・フィッティパルディが優勝した。3月30日にインテルラゴス・サーキットで開催された第1回ブラジルグランプリは、ブラバムのカルロス・ロイテマンが優勝した。4月23日にシルバーストン・サーキットで開催されたBRDCインターナショナル・トロフィー（F5000と混走）は、ロータスのエマーソン・フィッティパルディが優勝した。ティレルとフェラーリはこの3戦には参加しなかった。フェラーリはこの間、312B2のテスト走行と改良を試行錯誤しながら進め、リアウィングが大きくなりエンジンオイルの冷却装置が移設された。
ロイテマンは4月3日にスラクストン・サーキットで行われたF2レースでクラッシュし、手首を骨折した。

## エントリー

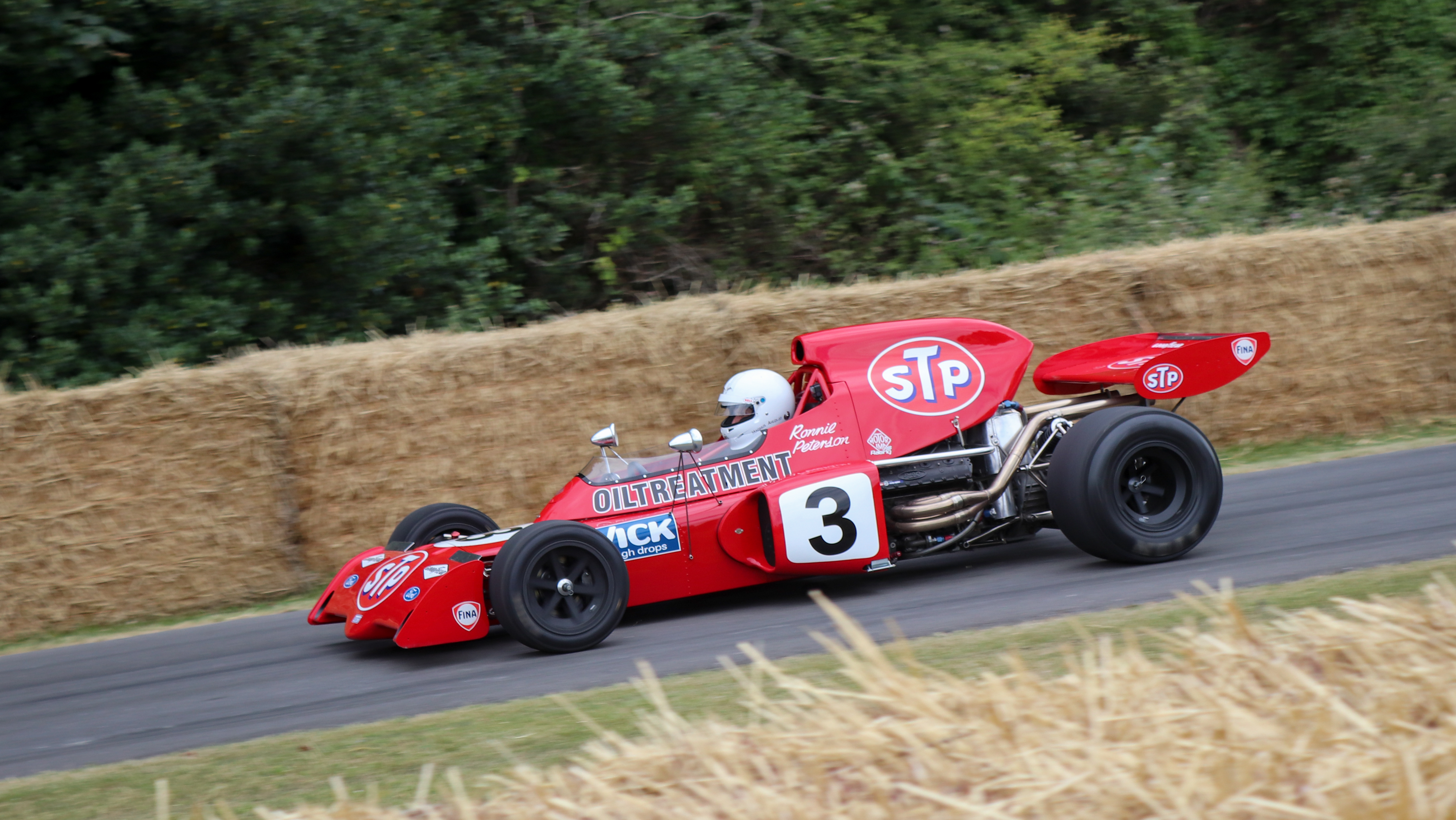
マーチ・721X（2019年のグッドウッド・フェスティバル・オブ・スピードにて）

ブラバムはカルロス・ロイテマンが負傷のため、ウィルソン・フィッティパルディが代走を務める。グラハム・ヒルはBT34のフロント部分をラルフ・ベラミーが改造した新車BT37をドライブする。
ヨーロッパラウンド初戦を迎え、ブラバム以外にも新車を投入したチームがあった。マーチはアルファロメオ/マーチ製のギアボックスをエンジンとディファレンシャルの間に置き、できるだけ重量物を中央に集めた721Xを投入した。一方、プライベートチームから参加するマイク・ボイトラーは721Gを走らせたが、これはF2マシンの722にDFVエンジンを搭載し、F1用のリアアクスルを装備したものであった。BRMは後方に重量の大半をかけたP180を投入したが、ジャン＝ピエール・ベルトワーズはP180を気に入らず、ピーター・ゲシンのみがP180を使用し、ベルトワーズ、ハウデン・ガンレイ、レイネ・ウィセル、そして地元出身のアレックス・ソラー＝ロイグは従来型のP160Bを使用する。

### エントリーリスト
| チーム                                             | No. | ドライバー                     | コンストラクター | シャシー | エンジン                         | タイヤ |
| -------------------------------------------------- | --- | ------------------------------ | ---------------- | -------- | -------------------------------- | ------ |
| エルフ・チーム・ティレル                           | 1   | ジャッキー・スチュワート       | ティレル         | 003      | フォード・コスワース DFV 3.0L V8 | G      |
| エルフ・チーム・ティレル                           | 3   | フランソワ・セベール           | ティレル         | 002      | フォード・コスワース DFV 3.0L V8 | G      |
| STP・マーチ・レーシングチーム                      | 2   | ロニー・ピーターソン           | マーチ           | 721X     | フォード・コスワース DFV 3.0L V8 | G      |
| STP・マーチ・レーシングチーム                      | 24  | ニキ・ラウダ                   | マーチ           | 721X     | フォード・コスワース DFV 3.0L V8 | G      |
| スクーデリア・フェラーリ SpA SEFAC                 | 4   | ジャッキー・イクス             | フェラーリ       | 312B2    | フェラーリ 001/1 3.0L F12        | F      |
| スクーデリア・フェラーリ SpA SEFAC                 | 6   | クレイ・レガツォーニ           | フェラーリ       | 312B2    | フェラーリ 001/1 3.0L F12        | F      |
| スクーデリア・フェラーリ SpA SEFAC                 | 7   | マリオ・アンドレッティ         | フェラーリ       | 312B2    | フェラーリ 001/1 3.0L F12        | F      |
| ジョン・プレイヤー・チーム・ロータス               | 5   | エマーソン・フィッティパルディ | ロータス         | 72D      | フォード・コスワース DFV 3.0L V8 | F      |
| ジョン・プレイヤー・チーム・ロータス               | 21  | デビッド・ウォーカー           | ロータス         | 72D      | フォード・コスワース DFV 3.0L V8 | F      |
| マールボロ・BRM                                    | 8   | ピーター・ゲシン               | BRM              | P180     | BRM P142 3.0L V12                | F      |
| マールボロ・BRM                                    | 10  | レイネ・ウィセル               | BRM              | P160B    | BRM P142 3.0L V12                | F      |
| マールボロ・BRM                                    | 19  | ジャン＝ピエール・ベルトワーズ | BRM              | P160B    | BRM P142 3.0L V12                | F      |
| マールボロ・BRM                                    | 25  | ハウデン・ガンレイ             | BRM              | P160B    | BRM P142 3.0L V12                | F      |
| エスパーニャ・マールボロ・BRM                      | 28  | アレックス・ソラー＝ロイグ     | BRM              | P160B    | BRM P142 3.0L V12                | F      |
| エキップ・マトラ・スポール                         | 9   | クリス・エイモン               | マトラ           | MS120C   | マトラ MS72 3.0L V12             | G      |
| ヤードレー・チーム・マクラーレン                   | 11  | デニス・ハルム                 | マクラーレン     | M19A     | フォード・コスワース DFV 3.0L V8 | G      |
| ヤードレー・チーム・マクラーレン                   | 20  | ピーター・レブソン             | マクラーレン     | M19A     | フォード・コスワース DFV 3.0L V8 | G      |
| ブルックボンド・オクソ・チーム・サーティース       | 12  | ティム・シェンケン             | サーティース     | TS9B     | フォード・コスワース DFV 3.0L V8 | F      |
| ブルックボンド・オクソ・チーム・サーティース       | 15  | マイク・ヘイルウッド           | サーティース     | TS9B     | フォード・コスワース DFV 3.0L V8 | F      |
| チェラミカ・パニョッシン・チーム・サーティース     | 26  | アンドレア・デ・アダミッチ     | サーティース     | TS9B     | フォード・コスワース DFV 3.0L V8 | F      |
| チーム・ウィリアムズ・モチュール                   | 14  | アンリ・ペスカロロ             | マーチ           | 721      | フォード・コスワース DFV 3.0L V8 | G      |
| チーム・ウィリアムズ・モチュール                   | 29  | カルロス・パーチェ             | マーチ           | 711      | フォード・コスワース DFV 3.0L V8 | G      |
| チーム・アイフェラント・キャラバンズ               | 16  | ロルフ・シュトメレン           | アイフェラント   | E21      | フォード・コスワース DFV 3.0L V8 | G      |
| モーターレーシング・ディベロップメンツ・リミテッド | 18  | グラハム・ヒル                 | ブラバム         | BT37     | フォード・コスワース DFV 3.0L V8 | G      |
| モーターレーシング・ディベロップメンツ・リミテッド | 22  | ウィルソン・フィッティパルディ | ブラバム         | BT33     | フォード・コスワース DFV 3.0L V8 | G      |
| クラーク＝モーダウント＝ガスリー・レーシング       | 23  | マイク・ボイトラー             | マーチ           | 721G     | フォード・コスワース DFV 3.0L V8 | F      |
| マルティーニ・レーシングチーム                     | 27  | ナンニ・ギャリ 1               | テクノ           | PA123/3  | フォード・コスワース DFV 3.0L V8 | F      |
| ソース:                                            |     |                                |                  |          |                                  |        |

追記
- ^1 - マシンが準備できず欠場[11]

## 予選
金曜日から日曜日までテスト走行及び予選が行われた。
フェラーリ・312B2の改良が功を奏し、ジャッキー・イクスがポールポジションを獲得した。2番手のデニス・ハルム（マクラーレン）、3番手のエマーソン・フィッティパルディ（ロータス）までの3人がフロントローに並ぶ。ジャッキー・スチュワート（ティレル）は4番手で、マリオ・アンドレッティ（フェラーリ）とともに2列目で並び、3列目はクリス・エイモン（マトラ）、ジャン＝ピエール・ベルトワーズ（BRM）、クレイ・レガツォーニ（フェラーリ）で構成された。

### 予選結果
| 順位    | No. | ドライバー                     | コンストラクター        | タイム  | 差    | グリッド |
| ------- | --- | ------------------------------ | ----------------------- | ------- | ----- | -------- |
| 1       | 4   | ジャッキー・イクス             | フェラーリ              | 1:18.43 | -     | 1        |
| 2       | 11  | デニス・ハルム                 | マクラーレン-フォード   | 1:19.18 | +0.75 | 2        |
| 3       | 5   | エマーソン・フィッティパルディ | ロータス-フォード       | 1:19.26 | +0.83 | 3        |
| 4       | 1   | ジャッキー・スチュワート       | ティレル-フォード       | 1:19.33 | +0.90 | 4        |
| 5       | 7   | マリオ・アンドレッティ         | フェラーリ              | 1:19.39 | +0.96 | 5        |
| 6       | 9   | クリス・エイモン               | マトラ                  | 1:19.52 | +1.09 | 6        |
| 7       | 19  | ジャン＝ピエール・ベルトワーズ | BRM                     | 1:19.57 | +1.14 | 7        |
| 8       | 6   | クレイ・レガツォーニ           | フェラーリ              | 1:19.71 | +1.28 | 8        |
| 9       | 2   | ロニー・ピーターソン           | マーチ-フォード         | 1:19.86 | +1.43 | 9        |
| 10      | 10  | レイネ・ウィセル               | BRM                     | 1:19.89 | +1.46 | 10       |
| 11      | 20  | ピーター・レブソン             | マクラーレン-フォード   | 1:20.11 | +1.68 | 11       |
| 12      | 3   | フランソワ・セベール           | ティレル-フォード       | 1:20.50 | +2.07 | 12       |
| 13      | 26  | アンドレア・デ・アダミッチ     | サーティース-フォード   | 1:20.79 | +2.36 | 13       |
| 14      | 22  | ウィルソン・フィッティパルディ | ブラバム-フォード       | 1:20.83 | +2.40 | 14       |
| 15      | 15  | マイク・ヘイルウッド           | サーティース-フォード   | 1:20.97 | +2.54 | 15       |
| 16      | 29  | カルロス・パーチェ             | マーチ-フォード         | 1:21.00 | +2.57 | 16       |
| 17      | 16  | ロルフ・シュトメレン           | アイフェラント-フォード | 1:21.04 | +2.61 | 17       |
| 18      | 12  | ティム・シェンケン             | サーティース-フォード   | 1:21.06 | +2.63 | 18       |
| 19      | 14  | アンリ・ペスカロロ             | マーチ-フォード         | 1:21.24 | +2.81 | 19       |
| 20      | 25  | ハウデン・ガンレイ             | BRM                     | 1:21.43 | +3.00 | 20       |
| 21      | 8   | ピーター・ゲシン               | BRM                     | 1:22.43 | +4.00 | 21       |
| 22      | 28  | アレックス・ソラー＝ロイグ     | BRM                     | 1:22.57 | +4.14 | 22       |
| 23      | 18  | グラハム・ヒル                 | ブラバム-フォード       | 1:22.59 | +4.16 | 23       |
| 24      | 21  | デビッド・ウォーカー           | ロータス-フォード       | 1:22.74 | +4.31 | 24       |
| 25      | 24  | ニキ・ラウダ                   | マーチ-フォード         | 1:24.96 | +6.53 | 25       |
| 26      | 23  | マイク・ボイトラー             | マーチ-フォード         | 1:25.48 | +7.05 | DNQ      |
| ソース: |     |                                |                         |         |       |          |

追記
- スターティンググリッドは25台に制限

## 決勝
レースが行われる月曜日の朝に雨が降り、レース開始直前も霧雨が降っていた。しかし、レインタイヤを使用するほどではなく、全車スリックタイヤを選択した。
スタートでデニス・ハルムがジャッキー・スチュワートとクレイ・レガツォーニを抑えてトップに立ち、ジャッキー・イクスとエマーソン・フィッティパルディが続いた。その後、ハルムはギアボックスにトラブルを抱え始め、スチュワート、レガツォーニを抜いていたイクスとE.フィッティパルディ、そしてレガツォーニにも抜かれてしまった。イクスはハルムを抜く際にE.フィッティパルディに追い越された。3周後、E.フィッティパルディはスチュワートを抜いてトップに立った。スタート前にコックピットから燃料漏れがあり、2周目には消火器が不意に作動してしまったため、E.フィッティパルディは苦戦していた。その数周後にスチュワートはイクスにも抜かれて、しばらくの間上位3台の順位は変わらなかった。
40周目には雨脚が強くなったがレインタイヤに変えるまでには至らず、50周目には雨が止み路面が乾いていった。48周目に4位のハルムがエンジントラブルでリタイアしたことでレガツォーニは順位を上げ、70周目にはスチュワートがミスをしてバリアにスピンしてリタイアした。
本格的なシーズンインを前にした非選手権レースで勝ちぐせを身に着けたE.フィッティパルディは、自身及び前年未勝利に終わったロータスに1970年アメリカGP以来1年半ぶりの優勝をもたらした。イクスは力及ばず2位、レガツォーニは3位で、フェラーリ勢が表彰台の2つを占めた。アンドレア・デ・アダミッチ（サーティース）は4位で初ポイントを獲得した。ここまでの4台は全てファイアストン勢で、目まぐるしい気象条件でグッドイヤーより優れたパフォーマンスを示した。グッドイヤー勢の最上位は5位のピーター・レブソン（マクラーレン）で、ウィリアムズの新鋭カルロス・パーチェはF1参戦2戦目で6位に入賞し、初ポイントを獲得した。
E.フィッティパルディはこの勝利でドライバーズポイントを15点とし、ハルムに並んだ。

### レース結果
| 順位    | No. | ドライバー                     | コンストラクター        | 周回数 | タイム/リタイア原因 | グリッド | ポイント |
| ------- | --- | ------------------------------ | ----------------------- | ------ | ------------------- | -------- | -------- |
| 1       | 5   | エマーソン・フィッティパルディ | ロータス-フォード       | 90     | 2:03:41.2           | 3        | 9        |
| 2       | 4   | ジャッキー・イクス             | フェラーリ              | 90     | +18.92              | 1        | 6        |
| 3       | 6   | クレイ・レガツォーニ           | フェラーリ              | 89     | +1 Lap              | 8        | 4        |
| 4       | 26  | アンドレア・デ・アダミッチ     | サーティース-フォード   | 89     | +1 Lap              | 13       | 3        |
| 5       | 20  | ピーター・レブソン             | マクラーレン-フォード   | 89     | +1 Lap              | 11       | 2        |
| 6       | 29  | カルロス・パーチェ             | マーチ-フォード         | 89     | +1 Lap              | 16       | 1        |
| 7       | 22  | ウィルソン・フィッティパルディ | ブラバム-フォード       | 88     | +2 Laps             | 14       |          |
| 8       | 12  | ティム・シェンケン             | サーティース-フォード   | 88     | +2 Laps             | 18       |          |
| 9       | 21  | デビッド・ウォーカー           | ロータス-フォード       | 87     | 燃料切れ            | 24       |          |
| 10      | 18  | グラハム・ヒル                 | ブラバム-フォード       | 86     | +4 Laps             | 23       |          |
| 11      | 14  | アンリ・ペスカロロ             | マーチ-フォード         | 86     | +4 Laps             | 19       |          |
| Ret     | 1   | ジャッキー・スチュワート       | ティレル-フォード       | 69     | アクシデント        | 4        |          |
| Ret     | 9   | クリス・エイモン               | マトラ                  | 66     | ギアボックス        | 6        |          |
| Ret     | 3   | フランソワ・セベール           | ティレル-フォード       | 65     | イグニッション      | 12       |          |
| Ret     | 8   | ピーター・ゲシン               | BRM                     | 65     | エンジン            | 21       |          |
| Ret     | 11  | デニス・ハルム                 | マクラーレン-フォード   | 48     | ギアボックス        | 2        |          |
| Ret     | 25  | ハウデン・ガンレイ             | BRM                     | 38     | エンジン            | 20       |          |
| Ret     | 10  | レイネ・ウィセル               | BRM                     | 24     | アクシデント        | 10       |          |
| Ret     | 7   | マリオ・アンドレッティ         | フェラーリ              | 23     | 油圧                | 5        |          |
| Ret     | 15  | マイク・ヘイルウッド           | サーティース-フォード   | 20     | 電気系統            | 15       |          |
| Ret     | 2   | ロニー・ピーターソン           | マーチ-フォード         | 16     | 燃料漏れ            | 9        |          |
| Ret     | 16  | ロルフ・シュトメレン           | アイフェラント-フォード | 15     | アクシデント        | 17       |          |
| Ret     | 19  | ジャン＝ピエール・ベルトワーズ | BRM                     | 9      | ギアボックス        | 7        |          |
| Ret     | 24  | ニキ・ラウダ                   | マーチ-フォード         | 7      | ディファレンシャル  | 25       |          |
| Ret     | 28  | アレックス・ソラー＝ロイグ     | BRM                     | 6      | アクシデント        | 22       |          |
| DNQ     | 23  | マイク・ボイトラー             | マーチ-フォード         |        | 予選不通過          |          |          |
| ソース: |     |                                |                         |        |                     |          |          |

優勝者エマーソン・フィッティパルディの平均速度
148.614 km/h (92.344 mph)
ファステストラップ
- ジャッキー・イクス - 1:21.01 (52周目)

ラップリーダー
太字は最多ラップリーダー
- デニス・ハルム - 4周 (1-4)
- ジャッキー・スチュワート - 4周 (5-8)
- エマーソン・フィッティパルディ - 82周 (9-90)

達成された主な記録
- ドライバー
  - 初出走/初完走: ウィルソン・フィッティパルディ[20]
  - 初入賞: 
    - アンドレア・デ・アダミッチ - 21戦目[21]
    - カルロス・パーチェ - 2戦目[22]

  - 最終出走: アレックス・ソラー＝ロイグ（英語版）[23]

## 第3戦終了時点のランキング
|         | 順位 | ドライバー                     | ポイント |
| ------- | ---- | ------------------------------ | -------- |
|         | 1    | デニス・ハルム                 | 15       |
| 1       | 2    | エマーソン・フィッティパルディ | 15       |
| 1       | 3    | ジャッキー・イクス             | 10       |
| 2       | 4    | ジャッキー・スチュワート       | 9        |
| 1       | 5    | クレイ・レガツォーニ           | 7        |
| ソース: |      |                                |          |

|         | 順位 | コンストラクター      | ポイント |
| ------- | ---- | --------------------- | -------- |
|         | 1    | マクラーレン-フォード | 17       |
| 2       | 2    | ロータス-フォード     | 15       |
|         | 3    | フェラーリ            | 13       |
| 2       | 4    | ティレル-フォード     | 9        |
| 1       | 5    | サーティース-フォード | 5        |
| ソース: |      |                       |          |

- 注:  トップ5のみ表示。前半6戦のうちベスト5戦及び後半6戦のうちベスト5戦がカウントされる。